# دومیتورو ولکو
دومیتورو ولکو (انگلیسی: Dumitru Velicu; ۲۶ اکتبر ۱۹۳۰ – تاریخ ورودی نامعتبر است) اهل رومانی بود.